# Aegir (reus)

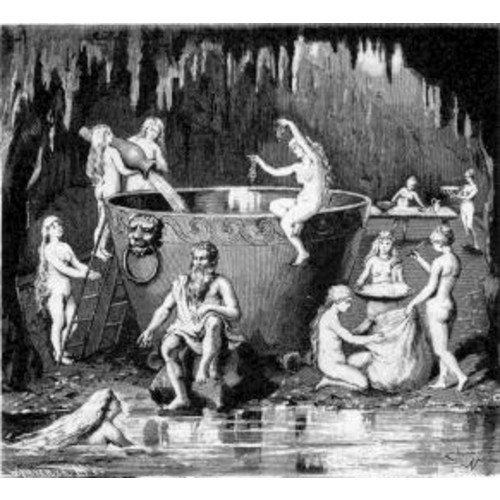
Aegir omringd door zijn negen dochters bij het brouwen van een enorme ketel mede

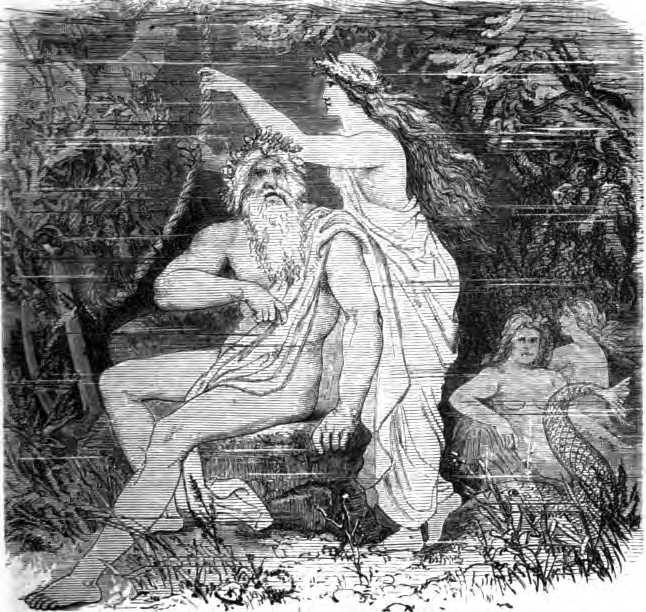
Aegir en Ran

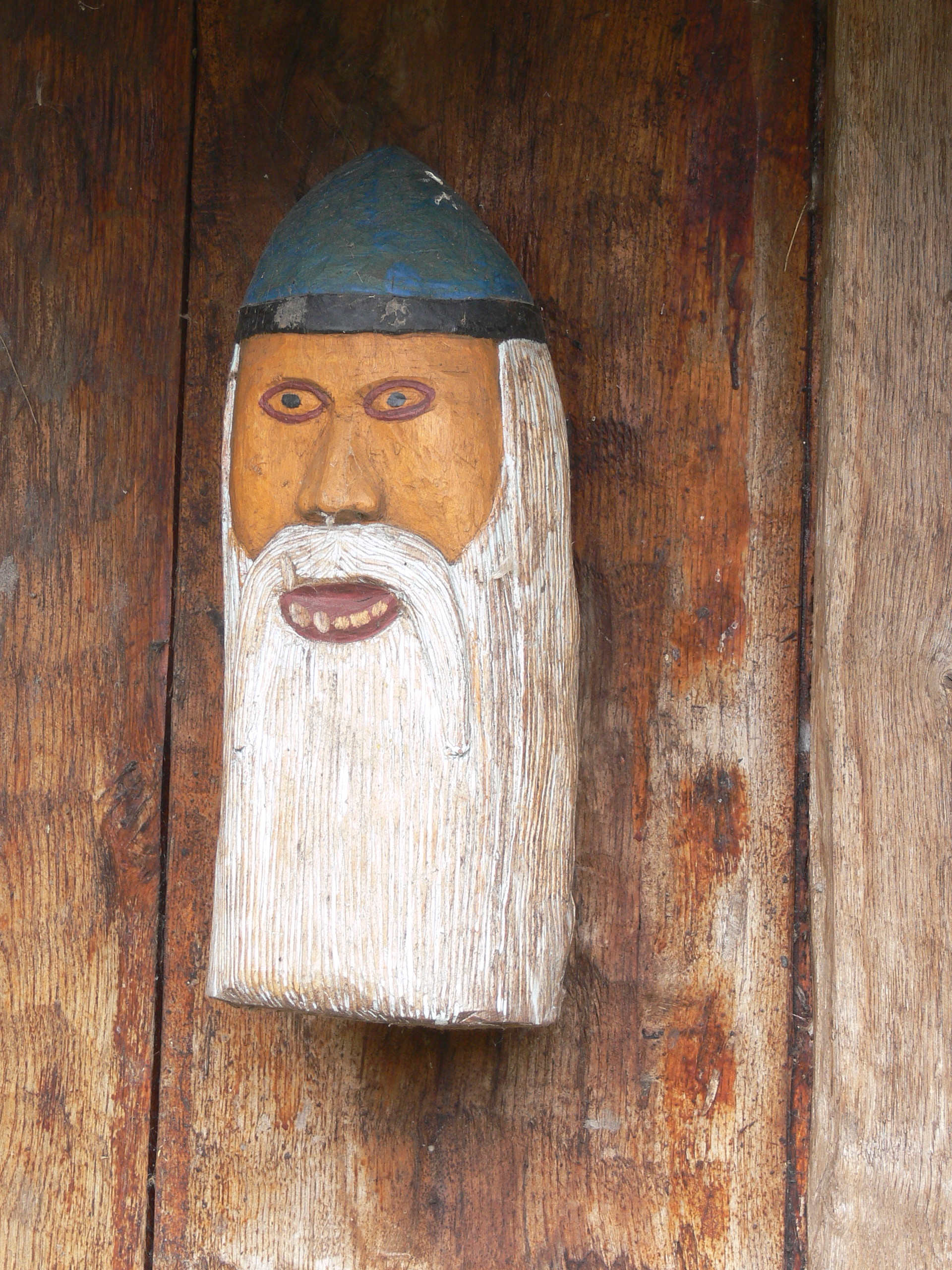
God Aegir in het Vikingenmuseum in Höllviken

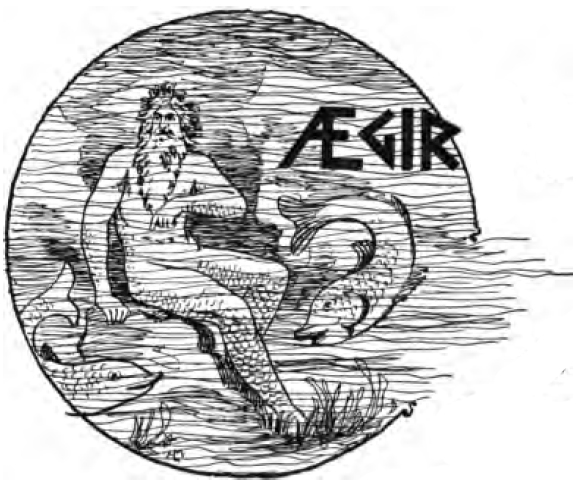
Aegir

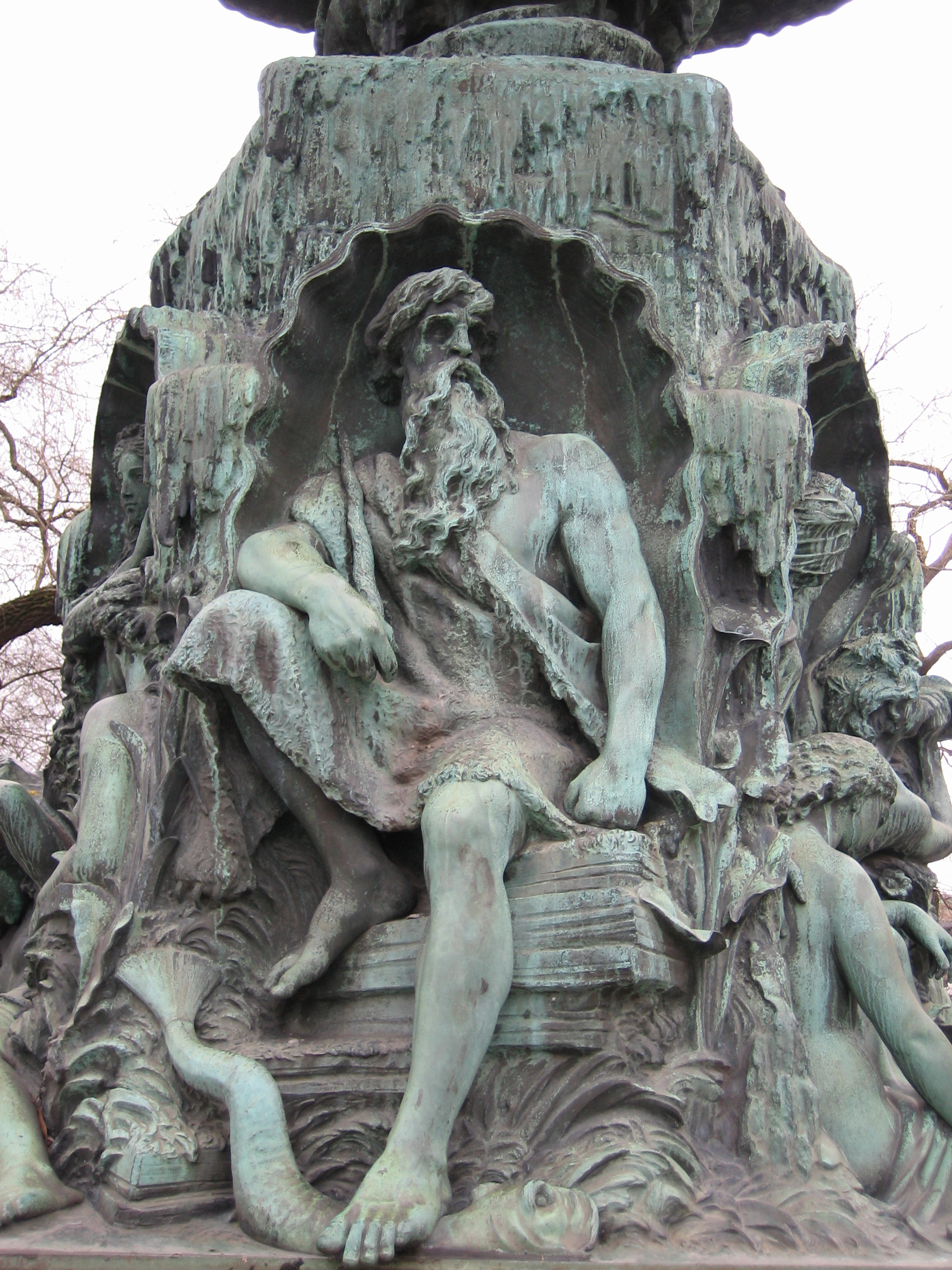
Fontein van J.P. Molin in Kungsträdgården in Stockholm, 1866

Aegir of Ägir, Ægir (Hlér, Noors voor „zee”, ook Eagor/Oegir) is een zeereus in de Noordse mythologie. Hij is ook de god van zeevaart en bier en lijkt de verpersoonlijking van de macht van de oceaan (zie ook de Edda).

## Genealogie

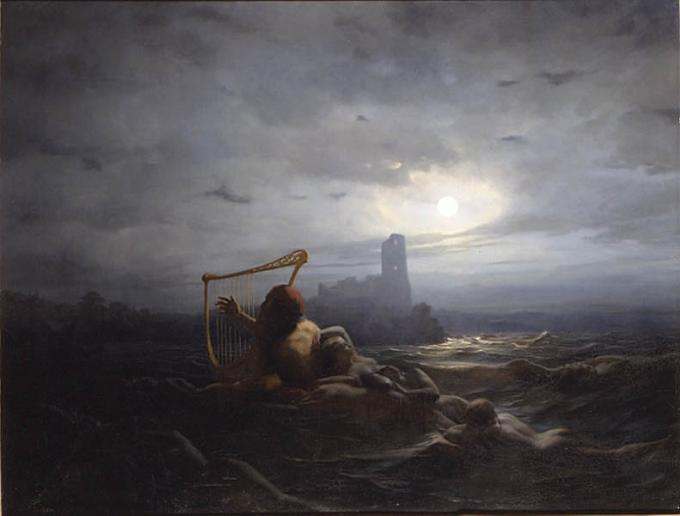
De dochters van Aegir

Aegir is een oceaanreus, die dicht bij de Asen staat, maar die bij de oudere geschiedenis van de reuzen hoort. Aegir is volgens Hymiskviða de zoon van Miskorblindi. Jongere teksten noemen Fornjótr als zijn vader.
Zijn eega is de zeegodin Rán. Hij is een broer van Logi (vuur, vlam) en Kari (wind). Zijn twee dienaren heten Fimafengr en Eldir. 
Zelf is hij vader van negen dochters, de Aegirsdochters of 'baren meiden' (Bára, Blóðughadda, Bylgja, Dúfa, Hefring, Himinglæva, Hrönn, Kólga en Unnr/Udr of Blödughadda, Bygleya, Dröbna, Dusa, Hefrig, Himinglätfa, Kolga, Raun, Udor of Unn), welke als verschillende types zeegolven gelden (naast deze namen noemt Snorri Sturluson er nog ettelijke andere). Deze dochters worden wel gezien als de negen moeders van Heimdall, maar dit komt uit de teksten nergens naar voren.
Aegir wordt ook Hlér en genoemd en woont op het eiland dat Hlésey (het eiland van Hlér; Læsø) heet en hij is vooral erg oud en wijs en bedreven in de toverkunst. 

### Gymir
Volgens Snorri Sturlison was Aegir identiek aan de reyu Gymir. Mogelijk is er echter sprake van verwarring met een andere mythische persoonlijkheid, Met Aurboða heeft deze Gymir een prachtige dochter Gerð en een zoon Beli, de leider van de Blaffende Reuzen.

## Kenmerken
Door Thor werd hem opgedragen om voor de Asen mede te brouwen, maar hij gaf voor daartoe geen voldoende grote ketel te bezitten. In werkelijkheid wilde hij zich niet door Thor laten bevelen. Maar Thor raakte toen aan een reuzenketel bij de rijpreus Hymir. En zo moest Aegir alsnog deemoedig de mede brouwen voor Asgard, de woonwereld der goden. Om zich voor deze nederlaag te wreken vergalde hij het bier met hop, zodat het weliswaar nog drinkbaar, maar wel niet meer genietbaar was. 
Ook wordt Aegir vermeld in Grímnismál. Bij een gelag van de Asen laat hij goud in de hal binnendragen, zodat deze hel oplicht als door vuur in lichten laaie gezet. Dit goud is het oplichten van de windstille zee. Omdat de mensen geloofden dat Aegir zijn onderwaterverblijf enkel verliet om schepen en hun bemanning te vernietigen, werden hem bij de aanvang van een zeereis gevangenen geofferd, om verzekerde overvaart te bekomen.

## Vermeldingen
Aegir komt herhaaldelijk voor in de Eddavertellingen, die kort na de kerstening in IJsland werden opgetekend. Hij treedt er altijd op als vriend van de goden en verschijnt dan als hun gastheer. Ook in de rest van Scandinavië is hij een vast bestanddeel van de cultus (Keningar, Egill, Sonatorrek (8), Grm (45), Skaldsk (1)(23) enz.). In de teksten over de oergeschiedenis van Noorwegen wordt Aegir/Hlér bijvoorbeeld als zoon van Fornjótr geduid en dat levert ons een goed voorbeeld van het feit, dat het zelfs niet enkel om een 'Noordse' mythologie gaat. 
Men moet niet vergeten dat de vroege runentekens het privilege van priesters en adellijken gold en dat die er geen belang bij hadden dat het gewone volk in schrift kon communiceren. Daarenboven golden de individuele runen als heilig en werden ze niet 'zomaar' gebruikt. Dus werden deze sagen van bij hun ontstaan tot op de dag dat ze werden opgetekend - en dat konden honderden jaren zijn - enkel mondeling doorverteld, waarbij er natuurlijk meerdere versies ontstonden.

## Etymologische betekenis
Vandaag weten we: Aegir betekent in het Oudnoords zowel de zeereus, als gemeenzaam ook  (maar secundair) de zee of oceaan zelf. De naam Aegir hangt samen met het Germaanse ahwo, (lat. aqua) water, en betekent ook waterman Aquarius (Vgl. Ägir ⇒ Zijn naam is verwant met het Gotisch aha. Het is echter ook mogelijk dat het bij Aegir zeereus en ägir/ägi zee om twee verschillende woorden gaat).
In de IJslandse poëzie worden aegir, hlér en gymir nog altijd als synoniemen voor zee gebruikt.
Een huiveringwekkende helm heet Oegishalmr. Deze helm verleende zijn dragers, Hreidmar en Fafnir, een bijzonder afgrijselijke aanblik (Edda, Lied van Fafnir, 16 + 17).

## Uitstel van de Ragnarok
Na de dood van Baldr en Höðr richt Aegir een feestmaal aan voor de goden. Dat is het feest waar Loki te ver gaat in zijn belediging van de andere goden, beschreven in de Lokasenna, daarom besluiten ze hem gevangen te zetten. 
Op zee voeren Njord en Aegir de zeemonsters en vissen aan die helpen in het vangen van Loki.